# Cranaella
Cranaella is een geslacht van rechtvleugeligen uit de familie veldsprinkhanen (Acrididae). De wetenschappelijke naam van dit geslacht is voor het eerst geldig gepubliceerd in 1941 door Ramme.

## Soorten
Het geslacht Cranaella omvat de volgende soorten:
- Cranaella carnipes Ramme, 1941
- Cranaella kevani Willemse, 1977
- Cranaella multicolor Kevan, 1966
- Cranaella rammei Willemse, 1977
- Cranaella samarensis Willemse, 1977
- Cranaella tuberculata Ramme, 1941
- Cranaella willemsei Ramme, 1941